# Первоуралск
Первоуралск (на руски: Первоуральск) е град в Свердловска област, Русия. Населението на града към 1 януари 2018 година е 123 655 души.

## История
Селището е основано през 1732 година, през 1933 година получава статут на град.